# Архиепархия Басры
Архиепархия Басры (лат. Archieparchia Basrensis Chaldaeorum) — архиепархия Халдейской католической церкви с центром в городе Басра, Ирак. Численность верующих епархии Басры составляет около 2.500 человек. В настоящее время кафедру архиепархии Басры занимает архиепископ Хабиб Аль-Науфали.

## История
17 января 1954 года Римский папа Пий XII издал буллу Christi Ecclesia, которой учредил архиепархию Басры, выделив её из Патриархата Вавилона Халдейского.

## Ординарии архиепархии
- архиепископ Иосиф Гогю (8.02.1954 — 15.01.1971);
- архиепископ Габриэль Ганни (15.01.1971 — 10.11.1981);
- архиепископ Стефан Катху (10.11.1981 — 29.11.1983);
- архиепископ Иосиф Томас (29.11.1983 — 22.12.1999);
- архиепископ Джибраил Кассаб (24.10.1995 — 21.10.2006) — назначен епископом епархии святого Фомы в Сиднее;
  - Sede vacante (2006 — 2014);
- архиепископ Хабиб Аль-Науфали (11.01.2014 — по настоящее время).

## Источник
- Annuario Pontificio, Libreria Editrice Vaticana, Città del Vaticano, 2003, ISBN 88-209-7422-3
- Булла Christi Ecclesia Архивная копия от 3 сентября 2013 на Wayback Machine, AAS 46 (1954), стр. 388—390  (лат.)